# Арройо-Секо (Нью-Мексико)
Арройо-Секо (англ. Arroyo Seco) — переписна місцевість (CDP) в США, в окрузі Таос штату Нью-Мексико. Населення — 1979 осіб (2020).

## Географія
Арройо-Секо розташоване за координатами 36°31′17″ пн. ш. 105°35′10″ зх. д. / 36.52139° пн. ш. 105.58611° зх. д. (36.521518, -105.586090).  За даними Бюро перепису населення США в 2010 році переписна місцевість мала площу 17,67 км², уся площа — суходіл.

## Демографія
Згідно з переписом 2010 року, у переписній місцевості мешкало 1785 осіб у 856 домогосподарствах у складі 473 родин. Густота населення становила 101 особа/км².  Було 1118 помешкань (63/км²).
Расовий склад населення:
| - 78,9 % — білих - 1,0 % — корінних американців - 0,3 % — чорних або афроамериканців - 0,3 % — азіатів - 16,2 % — осіб інших рас |

До двох чи більше рас належало 3,2 %. Частка іспаномовних становила 45,5 % від усіх жителів.
За віковим діапазоном населення розподілялося таким чином: 16,9 % — особи молодші 18 років, 66,0 % — особи у віці 18—64 років, 17,1 % — особи у віці 65 років та старші. Медіана віку мешканця становила 49,1 року. На 100 осіб жіночої статі у переписній місцевості припадало 101,9 чоловіків;  на 100 жінок у віці від 18 років та старших — 100,4 чоловіків також старших 18 років.
Середній дохід на одне домашнє господарство  становив 48 196 доларів США (медіана — 36 458), а середній дохід на одну сім'ю — 66 725 доларів (медіана — 60 139). За межею бідності перебувало 26,7 % осіб, у тому числі 0,0 % дітей у віці до 18 років та 30,5 % осіб у віці 65 років та старших.
Цивільне працевлаштоване населення становило 338 осіб. Основні галузі зайнятості: виробництво — 14,2 %, мистецтво, розваги та відпочинок — 13,0 %, фінанси, страхування та нерухомість — 12,7 %, освіта, охорона здоров'я та соціальна допомога — 12,7 %.